# الاتحاد السعودي للثقافة الرياضية
الاتحاد السعودي للثقافة الرياضية اتحاد رياضي تابع لوزارة الرياضة السعودية أُسس في 23 مايو 2021م / 11 شوال 1442هـ. وجاء تأسيس الاتحاد في إطار تحقيق رؤية السعودية 2030 لتحقيق الإنجازات الرياضية وتعزيز صحة المجتمع من خلال الارتقاء بالثقافة الرياضية لكل فئاته برعاية وتنظيم الفاعليات التي تسهم في التحفيز على ممارسة الرياضة.

## الأهداف
- نشر الثقافة الرياضية في المجتمع.
- تعزيز الهوية الوطنية لدى المجتمع السعودي من خلال الثقافة الرياضية.
- إنشاء مركز علمي أكاديمي.
- دعم العمل التطوعي في تنظيم الفعاليات والأحداث الرياضية.
- تعزيز ثقافة الممارسة الرياضية من أجل الصحة.
- بناء قاعدة من المختصين في مجال الثقافة الرياضية.
- بناء تنظيم إداري داعم لرؤية اللجنة الأولمبية والبارالمبية السعودية.
- عقد شراكات مع الجهات المجتمعية.
- استحداث مصادر تمويل ذاتي للاتحاد وفق توجهات اللجنة الأولمبية والبارالمبية السعودية.[4]